# Resolució 1366 del Consell de Seguretat de les Nacions Unides
La Resolució 1366 del Consell de Seguretat de les Nacions Unides fou adoptada per unanimitat el 30 d'agost de 2001. Després de reafirmar les resolucions 1196 (1998), 1197 (1998), 1208 (1998), 1265 (1999), 1296 (1999), 1318 (2000), 1325 (2000) i 1327 (2000) sobre aspectes dels conflictes armats, el Consell va reiterar el seu objectiu d'evitar conflictes armats com a part de la seva responsabilitat per mantenir la pau i la seguretat internacionals.

## Resolució

### Observacions
El Consell de Seguretat havia examinat un informe del Secretari General Kofi Annan sobre la prevenció del conflicte armat i el paper del Consell de Seguretat. Va reafirmar els principis consagrats a la Carta de les Nacions Unides i era conscient de les conseqüències del conflicte en les relacions entre països i la situació humanitària en els països afectats. El Consell va destacar els avantatges polítics, econòmics, humanitaris i morals subratllats en la prevenció del conflicte armat.
Reconeixia la importància d'abordar les causes fonamentals dels conflictes armats i l'important paper de les Nacions Unides. Es va preocupar l'efecte desestabilitzador del tràfic d'armes il·lícits i, per tant, era important per donar a conèixer el dret internacional humanitari. El Consell també va reiterar que les mesures preventives i posteriors al conflicte formaven part d'una estratègia global de prevenció de conflictes.

### Actes
La resolució va subratllar que la responsabilitat primordial de la prevenció de conflictes estava en els governs nacionals. Segons el Consell, l'èxit d'una estratègia preventiva de les Nacions Unides requeria el suport i el consentiment del govern interessat. Va expressar la seva voluntat de considerar els conflictes armats assenyalats a l'atenció del Consell per qualsevol Estat membre. Es va demanar a tots els Estats membres que reforcessin la capacitat de les Nacions Unides en el manteniment de la pau i la seguretat internacionals i proporcionessin recursos a la prevenció de conflictes. Al mateix temps, va reafirmar la importància de la solució pacífica de conflictes d'acord amb el Capítol VI de la Carta de les Nacions Unides.
El Consell de Seguretat va convidar al secretari general a que remetés al Consell els casos de violacions del dret internacional humanitari i de possibles situacions de conflicte. Va subratllar la importància de la inclusió de la policia civil i el desarmament, la desmobilització i els components de reintegració a les operacions de manteniment de la pau. Es va demanar al Secretari General que prestés més atenció a les perspectives de gènere durant el mandat.
Va donar suport a l'augment de l'ús de missions de recerca i creació de confiança a regions de conflicte en el desenvolupament d'estratègies regionals de prevenció. Es va fer més èmfasi en la prevenció de conflictes a l'Àfrica mitjançant esforços a través de l'Organització de la Unitat Africana i la Comunitat Econòmica dels Estats de l'Àfrica Occidental. La resolució va concloure amb el Consell de Seguretat que desitjava examinar més a fons l'informe del Secretari General sobre la prevenció de conflictes.